# 黄岗镇 (桐柏县)
黄岗镇，是中华人民共和国河南省南阳市桐柏县下辖的一个乡镇级行政单位。

## 行政区划
黄岗镇下辖以下地区：
黄岗村、岳新庄村、刘庄村、段庄村、核桃树村、光荣庄村、王庄村、刘老庄村、高店村、枣树岗村、大石桥村、黄楼村、大棚村和斗称沟村。